# Fiica lui Montezuma
Fiica lui Montezuma (titlu originar în engleză Montezuma's Daughter), publicat prima dată în 1892, este un roman al scriitorului victorian de aventuri H. Rider Haggard.
Narat la persoana I de Thomas Wingfield, un englez ale cărui aventuri includ uciderea mamei sale de către vărul său spaniol Juan de Garcia, o confruntare cu Inchiziția spaniolă, un naufragiu și sclavie. În cele din urmă, Thomas se alătură fără tragere de inimă unei expediții spaniole în Noua Spanie, iar romanul spune o poveste fictivă a primelor interacțiuni dintre băștinași și exploratorii europeni. Aceasta include o serie de neînțelegeri, prejudecăți din partea spaniolilor și, în cele din urmă, război deschis.
De-a lungul narațiunii, Thomas o întâlnește și se căsătorește cu Otomie, fiica regelui nativ și a soției sale Otomi⁠(d), de la care romanul își ia titlul, și se stabilește în Mexic. Războiul îi distruge familia natală, iar după ce inamicul său, dar și Otomie și cei cinci copii ai săi pier, Wingfield se întoarce în Anglia și se căsătorește cu Lily Bozard, logodnica din tinerețea sa.
În timp ce autorul se afla în Mexic în 1891, făcând cercetări pentru această carte, a aflat că singurul său fiu a decedat, ceea ce i-a adus o lovitură de durată și i-a afectat grav sănătatea.
Haggard a scris mai târziu că Fiica lui Montezuma a fost ultima dintre cele mai bune lucrări ale sale, „căci restul (lucrărilor) au fost doar repetiții în ceea ce privește ficțiunea”.
Ca multe alte romane victoriene de aventuri, îi tratează uneori pe băștinași ca fiind naivi și barbari, dar acesta este un defect pe care Haggard îl subliniază în mod explicit la personajul său principal.

## Personaje

### Englezi
- Thomas Wingfield este protagonistul romanului, pe jumătate englez, pe jumătate spaniol, care pornește într-o călătorie periculoasă pentru a-l găsi și pedepsi pe ucigașul mamei sale.
- Geoffrey Wingfield este fratele mai mare al lui Thomas și rivalul său pentru mâna domnișoarei Lily Bozard.
- Mary Wingfield - sora mai mică a lui Thomas, mai târziu soția lui Wilfrid Bozard.
- Lily Bozard este fiica unui nobil englez și iubita și logodnica lui Thomas Wingfield.
- Wilfrid Bozard este fratele mai mare al lui Lily Bozard și soțul lui Mary.

### Spanioli
- Luisa de Garcia a fost o nobilă spaniolă care a fugit în Anglia cu iubitul ei și a fost mama lui Thomas, Geoffrey și Mary.
- Andrés de Fonseca este protectorul/păstrătorul secretelor orașului Sevilla, oferind diverse servicii persoanelor aflate în dificultate.
- Juan de Garcia este vărul și fostul logodnic al Luisei.
- Isabella de Siguenza este o călugăriță care a fost sedusa și abandonată de Juan de Garcia.
- Hernán Cortés este un conchistador spaniol, cuceritor al Mexicului.
- Bernal Diaz este un conchistador spaniol care a făcut parte din expediția lui Hernan Cortez.

### Indieni
- Montezuma al II-lea este ultimul conducător independent al Imperiului aztec, ultimul Hueyi Tlatoani, lider al Triplei Alianțe între 1502 - 1520
- Otomi este fiica împăratului aztec Montezuma și o femeie din poporul Otomi, sora lui Cuauhtemoc și soția lui Thomas Wingfield.
- Cuauhtémoc este nepotul lui Montezuma și, după moartea unchiului său, ultimul împărat al aztecilor.
- Cuitláhuac este fratele lui Montezuma care a condus pentru scurt timp Anahuacul.
- Marina⁠(d) este amanta lui Cortez.

## Recepție
Gary Westfahl⁠(d) a descris romanele Fiica lui Montezuma și Cleopatra ca „romanțe istorice de atmosferă”.